# الدعاوى القضائية المتعلقة بالانتخابات الرئاسية الأمريكية 2020
قبل وبعد الانتخابات الرئاسية الأمريكية لعام 2020، تقدمت حملة الرئيس دونالد ترامب الانتخابية بعدد من الدعاوى القضائية المشككة بالعمليات الانتخابية، وعملية عد الأصوات، وعملية المصادقة على الأصوات في العديد من الولايات، من ضمنها: أريزونا، جورجيا، ميشيغان، نيفادا، بنسلفانيا، تكساس، ويسكونسن. صرف النظر سريعًا عن عدة قضايا؛ إذ وصف قضاة ومحامون ومراقبون آخرون الدعاوى بأنها «عبثية» و«بلا مستند». لا تعتبر هذه الدعاوى القضائية مرجحة لتغيير نتيجة الانتخابات. أكد ترامب ومناصروه ومحاموه زيفًا وجود تزييف واسع الانتشار في الانتخابات عبر تصريحات علنية، ولكن لم تجر تأكيدات من هذه النوع في المحاكم، والدعاوى القانونية كان فيها أخطاء من النوع البدائي. بحلول 21 نوفمبر، كان أكثر من ثلاثين طعن قضائي قدم منذ يوم الانتخابات قد فشل.

## خلفية
قبل الانتخابات الرئاسية الأمريكية لعام 2020، أدت جائحة كوفيد-19 إلى تغيير العديد من الولايات لقواعد وإجراءات الانتخابات فيها. كان هناك دعوات من قبل المنتمين إلى الحزب الديمقراطي، سعيًا وراء إجراءات لتسهيل التصويت، ومن الجمهوريين، بهدف حجب هكذا إجراءات. أقيمت أكثر من «230 دعوى قضائية فدرالية تتعلق بالانتخابات من 1 يناير حتى 23 أكتوبر، رقم أعلى من أي من سنوات الانتخابات الرئاسية الثلاث الماضية خلال نفس هذه الفترة الزمنية»، وذلك وفقًا لتحليل يو إس إيه تودي. تتعلق القضايا بالتصويت عبر البريد والتصويت على الرصيف والتصويت المبكر وتسجيل الناخبين وبطاقة الهوية المزودة بصورة ومتطلبات توقيع الشهود وحقوق الانتخاب للمجرمين المدانين.
سواءً قبل الانتخابات أو بعدها، أقامت حملة الرئيس دونالد ترامب عددًا من الدعاوى القضائية المشككة بالعمليات الانتخابية وعملية عد الأصوات وعملية التحقق من الأصوات في العديد من الولايات، ومن بينها: أريزونا، جورجيا، ميشيغان، نيفادا، بنسلفانيا، تكساس، ويسكونسن. سرعان ما صرف النظر عن العديد من القضايا، ولاحظ محامون ومراقبون آخرون أن الدعاوى القضائية هذه لا يرجح بأنها ستؤثر على نتيجة الانتخابات. أكد ترامب ومناصروه ومحاموه زيفًا وجود تزييف واسع الانتشار في الانتخابات عبر تصريحات علنية، ولكن لم تجرِ تأكيدات من هذه النوع في المحاكم، والدعاوى القانونية كان فيها أخطاء من النوع البدائي.
عانت حملة ترامب من عدة نكبات في 13 نوفمبر. أصدرت وزارة الأمن الوطني تقريرًا يقول إن الانتخابات كانت «الأكثر أمانًا في التاريخ الأمريكي» ويؤكد عدم وجود أي أدلة على عطل في أنظمة التصويت. أرسل ستة عشر محامي ادعاء فيدرالي معينين لمراقبة الانتخابات رسالةً إلى المدعي العام وليام بار يقولون فيها إنه لا يوجد أدلة على خروقات واسعة الانتشار. استقالت شركة محاماة معينة من قبل الحملة الانتخابية في بنسلفانيا وسط مخاوف من كونها تُستخدم وسيلةً للتشكيك في العملية الانتخابية. أسقطت الحملة دعواها القضائية التي عرفت باسم «شاربي غيت» في أريزونا. رفض قاضٍ في وين كاونتي، ميشيغان، إيقاف عد الأصوات أو تأكيد الفائز. في بنسلفانيا، رفض قضاة حجب 8,927 صوتًا أرسل بالبريد في مقاطعتي مونتغومري وفيلادلفيا.
أسقطت أربع دعاوى قضائية أقامها المحامي المحافظ جيمس بوب جونيور في كل من جورجيا، ويسكونسن، ميشيغان، بنسلفانيا في 16 نوفمبر بعد قول محكمة استئنافية فيدرالية إن الناخبين لم يستطيعوا تقديم أي ادعاءات دستورية.
بحلول 19 نوفمبر، كان أكثر من 24 تشكيك قانوني مقام منذ يوم الانتخابات قد فشل في المحاكم.
خلال عام 2020، أصدرت المحكمة العليا على الأقل 12 أمرًا متعلقًا بالانتخابات التمهيدية والعامة لعام 2020. اعترض قضاة المحكمة المحافظون على التغييرات في الدقيقة الأخيرة للانتخابات التي أمر بها القضاة الفيدراليون، قائلين إن سلطة الإشراف على الانتخابات تقع حصرًا في أيدي مشرعي الولايات (المحليين لكل ولاية)؛ فضل قضاء المحكمة الليبراليون تخفيف قواعد الانتخابات. كان القرار الحاسم غالبًا في يد القاضي الأعلى جون روبرتس، وفق جوناثان آدلر، أستاذ في كلية القانون في جامعة كيس ويسترن ريزيرف. بإدارة روبرتس، ركزت المحكمة على إخراج المحاكم الفيدرالية من الانتخابات الخاصة بالولايات، وعاملت باستمرار التغييرات الانتخابية التي يجريها قضاة الولايات بتساهل أكبر من تلك التي يجريها قضاة المحاكم الفيدرالية.

## التحليل القانوني وردود الفعل

### الدعاوى القضائية بعد الانتخابات
قال أستاذ كلية لويولا للقانون البروفيسور جاستن ليفيت: «لا يوجد حرفيًّا أي شيء رأيته حتى الآن له قدرة محتملة فعلية يمكنها أن تؤثر على النتيجة النهائية». لاحظ أستاذ قانون الانتخاب في جامعة ولاية أوهايو نيد فولي: «عليك أن تمتلك حجةً قانونية، ويجب أن يكون لديك دليل يدعمها. ولا يوجد أي من هذا هنا». قال أستاذ كلية القانون في جامعة كنتاكي البروفيسور جوشوا دوغلاس إن الدعاوى القضائية: «كلها يبدو أنها لا تمتلك أي أساس بأي شكل من الأشكال». كتب برادلي بّ. موس، وهو محامٍ يختص في الأمن القومي، إن الدعاوى «تستمر في تحدي المنطق والعقل، وهي مسرحية بامتياز... كلها مسرحية هزلية». قال أستاذ قانون الانتخابات في جامعة كاليفورنيا، إيرفين إنه لا يوجد «أي دليل على التزييف حتى الآن يمكنه أن يؤثر فعليًّا في نتائج الانتخابات». دعا باري ريتشارد، الذي ساعد في الإشراف على جهود الجمهوريين في إعادة عد الأصوات في فلوريدا خلال انتخابات عام 2000، الدعاوى القضائية بأنها «دون أي أساس» وقال إنها «لن تكون ناجحة»؛ قال جيري ماك دونوه، وهو محامٍ عمل مع حملة غور الانتخابية، إن ترامب «ليست لديه فرصة في قلب النتيجة – الأمر مستحيل وحسب». أصدرت وكالة الأمن الرقمي وأمن البنى التحتية بيانًا يدعو انتخابات عام 2020 «الأكثر أمانًا في التاريخ الأمريكي» مع ملاحظة أنه «لا يوجد أي دليل على أن نظام التصويت حذف أو أضاع أصواتًا، أو غير أصواتًا، أو كان مهددًا بأي شكل من الأشكال».
جوني داي، واحدة من شركات المحاماة العديدة التي تعمل لصالح حملة ترامب وهي التي تعاملت بشكل خاص مع قضية الحزب الديمقراطي ضد بوكفّار، واجهت انتقادات داخلية بسبب «قصر نظر» محاولاتها في إقامة دعوى بشكل «يمحو ثقة العامة في نتائج الانتخابات».